# Fannia lucida
Fannia lucida är en tvåvingeart som beskrevs av Chillcott 1961. Fannia lucida ingår i släktet Fannia och familjen takdansflugor. Inga underarter finns listade i Catalogue of Life.